# Iglesia de San Vicente Ferrer (Castellón de la Plana)
La Iglesia Parroquial de San Vicente Ferrer, ubicada en la Plaza del Fadrell, en Castellón de la Plana, en la comarca de la Plana Alta, también conocida como antiguo convento de Santo Tomás de Aquino (el cual está también catalogado como Bien de relevancia local con código: 12.05.040-014), o Convento de los Dominicos, es un edificio catalogado, de manera genérica, como Bien de Relevancia Local, según la Disposición Adicional Quinta de la Ley 5/2007, de 9 de febrero, de la Generalitat, de modificación de la Ley 4/1998, de 11 de junio, del Patrimonio Cultural Valenciano (DOCV Núm. 5.449 / 13/02/2007), con código: 12.05.040-009.
Pertenece a la Diócesis de Segorbe-Castellón.

## Historia y descripción artística
El actual templo de San Vicente Ferrer de Castellón de la Plana tiene más de 430 años de historia. Inicia su andadura como parte del complejo monástico del antiguo Convento de Santo Tomás de Aquino, de padres dominicos, casa de beneficencia y, finalmente, parroquia.
La iglesia del monasterio se llamaba inicialmente iglesia de Santo Domingo, pero en el año 1964 cambió su nombre por el actual de San Vicente Ferrer, al pasar a constituir nueva parroquia de la ciudad de Castellón.
Es el templo más antiguo de Castellón de la Plana, datado de 1579, y a lo largo de la historia ha tenido diferentes nombres y usos, desde su construcción hasta 1835 fue la iglesia del Convento de los dominicos, que acabó desamortizado. A partir de 1860 se hacen cargo del complejo las Hermanas de la Consolación, pasando a ser Casa Provincial de Beneficencia. Por último en 1964 se convirtió en la parroquia de San Vicente Ferrer.
La fundación del convento de Castellón de la Plana la llevaron a cabo los padres dominicos en el año 1579, y puesto bajo la advocación de Santo Tomás de Aquino (1225-1274), también dominico. Pero esta no ha sido la única advocación de la iglesia, ya que estuvo bajo la advocación de otros dos dominicos, el convento se denominó de Domingo de Guzmán el fundador de la orden de los dominicos durante el tiempo que fue Casa de Beneficencia de la Diputación, para finalmente estar bajo la advocación de San Vicente Ferrer a partir de ser constituida como parroquia.
Durante el siglo XVII se realizaron gran parte de las obras que constituyen lo que es el templo actualmente. Aunque se sabe que las obras aún no habían terminado en el año 1634, se saben completamente acabadas en 1648. Entre las obras que se realizaron a lo largo de este siglo cabe destacar la ampliación de la Capilla del Roser (dedicada a la Virgen del Rosario, debido a la devoción de los dominicos por la oración del Santo Rosario), que inicialmente debía tener el mismo tamaño que el resto de capillas laterales. Además presenta frescos en su cubierta, con obras del pintor Eugenio Guillo; datados entre 1703 y 1704. En esta capilla se mantuvo escondida la imagen de la Virgen de Lidón durante la guerra civil, este hecho se recuerda con una placa cerámica. Una vez finalizada la obra del templo se continuó con la construcción del claustro, cuyas obras se iniciaron en el mismo año en que se finalizó el templo. También se elevó durante ese siglo la torre campanario.
De la Casa Provincial de Beneficencia se hicieron cargo las Hermanas de la Consolación tras ser solicitada la ayuda de esta orden por parte de la Diputación Provincial de Castellón. Así, el 25 de octubre de 1860 llega a Castellón un grupo de ocho hermanas de la Consolación, entre las que se encontraba la Hermana María Rosa Molas (1815-1876) que fue canonizada por Juan Pablo II el 11 de diciembre de 1988.
La última intervención la sufrió en el año 2007, cuando se realizaron trabajos de restauración que permitieron la recuperación de frescos y pinturas murales que presidían algunas capillas, como la dedicada al Sagrado Corazón de Jesús y a la Santa María Magdalena. También se ha podido descubrir la cúpula original.
Se trata de una iglesia de grandes dimensiones, de gran nave central y capillas laterales entre contrafuertes. Como el primitivo monasterio se construyó en una zona que se encontraba fuera del recinto amurallado, en ella existían otras construcciones como un horno de cerámica (descubierto por arqueólogos de la Diputación) que estuvo en funcionamiento entre 1529 y 1579, momento en que se edificó sobre él; o una bodega o lagar, que debieron ser una de las primeras construcciones del monasterio y que más tarde quedarían bajo la estructura del templo.